# Corona di Guglielmo II di Prussia

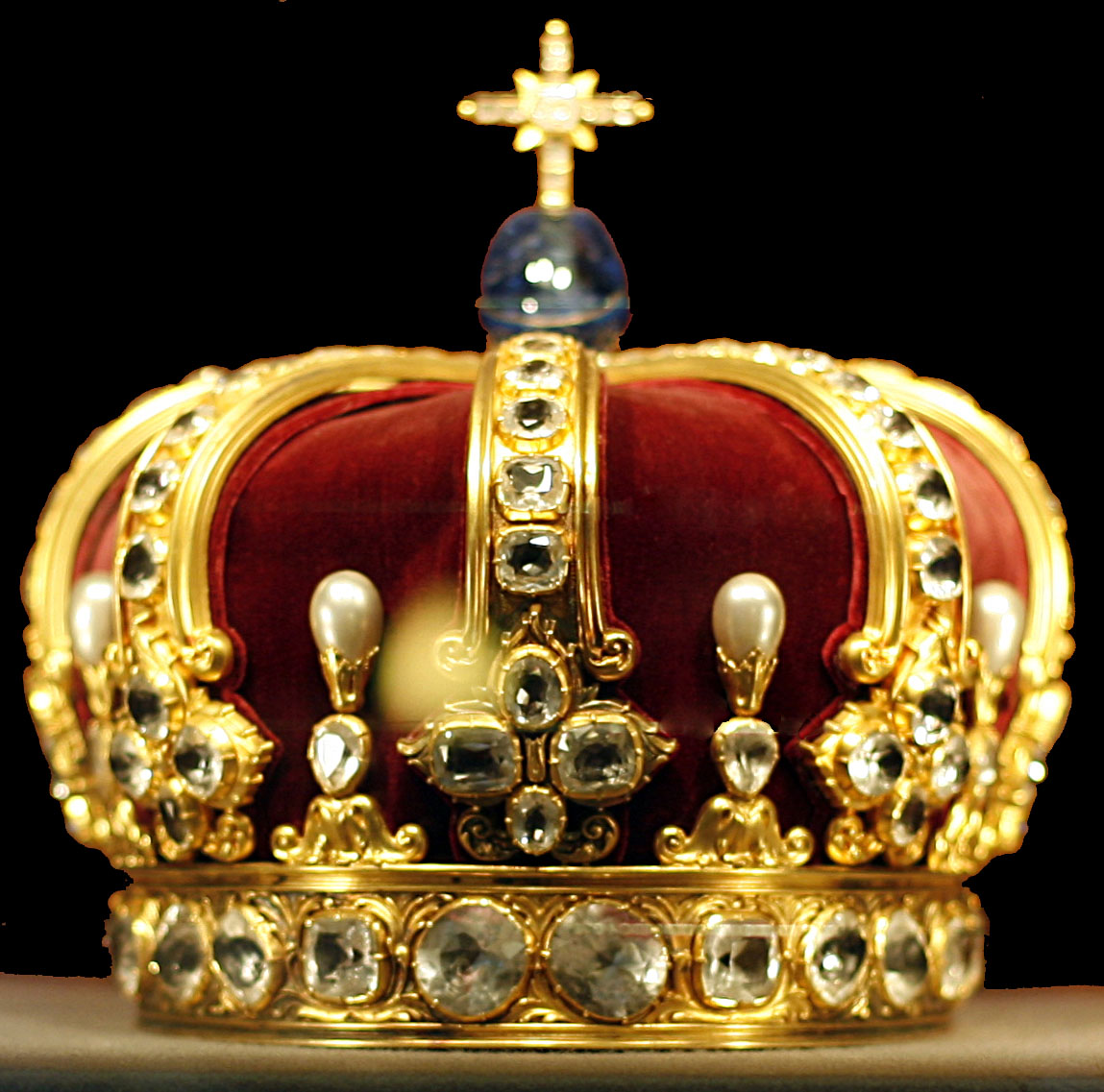
La corona di Guglielmo II di Prussia.

La corona di Guglielmo II di Prussia, detta anche corona Hohenzollern, è una corona realizzata nel 1888 per Guglielmo II di Germania, imperatore tedesco e re di Prussia. La corona non è mai stata indossata.
La corona, chiusa da otto archetti, contiene un grosso zaffiro, 142 diamanti tagliati a rosa, 18 diamanti ed otto grandi perle.
Quando Guglielmo II abdicò, nel 1918, permise alla famiglia di custodire i gioielli della corona, fra cui anche la corona stessa. Per proteggerla, durante la seconda guerra mondiale venne nascosta nel muro della cripta di una chiesa. Dopo la guerra tornò alla famiglia Hohenzollern.
Attualmente è custodita nel Burg Hohenzollern, vicino a Stoccarda, in Germania.